# جایزه لائوریتزن
جایزه لائوریتزن (دانمارکی: Lauritzen-prisen) یک جایزهٔ سینمایی است که هر سال توسط «بنیاد لائوریتزن» به یک بازیگر مرد و یک بازیگر زن در دانمارک اهدا می‌شود.
این جایزهٔ در سال ۱۹۶۵ میلادی پایه‌گذاری شد و نامش در آغاز جایزهٔ هنکل بود. مبلغ کنونی این جایزه ۲۵۰٬۰۰۰ کرون دانمارک است. دریافت‌کنندگان، توسط یک کمیتهٔ سه‌نفره انتخاب می‌شوند.

## برخی برندگان جایزه لائوریتزن
- ۲۰۱۸ - مدس میکلسن
- ۲۰۱۷ - اوله تستروپ
- ۲۰۱۶ - یسپر کریستنسن
- ۲۰۱۳ - بریته نویمن و سورن مالینگ
- ۲۰۱۲ - سیسه بابد کنوسن و نیکولای لی کاس
- ۲۰۱۰ - پاپریکا استین و اولاف یوهانسن
- ۲۰۰۷ - بودیل یورگنسن
- ۲۰۰۵ - نیکلاس برو
- ۲۰۰۴ - ترینه دورهلم
- ۲۰۰۲ - آن الئونورا یورگنسن و لارس میکلسن
- ۲۰۰۱ - سوفی گرابول و ینس یورن اسپوتی
- ۱۹۹۵ - ینس آلبینوس و سورن پیلمارک

## برخی برندگان جایزهٔ هنکل
- ۱۹۸۵ - بریته نویمن
- ۱۹۸۱ - استینا اکبلاد
- ۱۹۷۹ - سوسی ولد
- ۱۹۷۱ - گیتا نوربی
- ۱۹۶۷ - لون هرتز